# جمعية البيع المباشر
جمعية البيع المباشر (DSA) هي جمعية تجارية في الولايات المتحدة تمثل شركات البيع المباشر، وخاصة تلك التي تستخدم خطط تعويض تسويقية متعددة المستويات. نيابة عن شركات أعضائها ، تشارك DSA في العلاقات العامة وجهود الضغط ضد تنظيم صناعة التسويق متعددة المستويات ، وتمول المرشحين السياسيين من خلال لجنة العمل السياسي.

## تاريخ الجمعية في الولايات المتحدة
جمعية البيع المباشر الامريكية، ومقرها في واشنطن العاصمة ، هي الرابطة التجارية الوطنية لمجموعة من الشركات التي تصنع وتوزع السلع والخدمات التي تباع مباشرة للمستهلكين عادة من خلال البيع الاجتماعي الذي يتضمن نموذج تعويض يسمى التسويق متعدد المستويات.
تأسست الجمعية في بينغهامتون ، نيويورك في عام 1910 كمجموعة تجارية للبائعين من الباب إلى الباب ، وكانت تسمى في الأصل جمعية وكلاء الائتمان. تم تغيير اسمها إلى الرابطة الوطنية لشركات الوكالات (NAAC) في عام 1914 ، وأعيدت تسميتها لفترة وجيزة إلى الرابطة الوطنية لشركات الوكالات والطلبات البريدية في عام 1917 ، قبل أن تعود إلى NAAC في عام 1920. أصبحت جمعية البيع المباشر في عام 1968 اعتبارا من عام 1970 ، كان أقل من 5٪ من أعضاء DSA شركات تسويق متعددة المستويات. بحلول عام 2018 ، نمت عضوية DSA لتشمل ما يقرب من 130 شركة ، أكثر من 90٪ منها كانت شركات تسويق متعددة المستويات.
تنتمي جمعية البيع المباشر إلى الاتحاد الوطني للبيع بالتجزئة وتتعهد الشركات الأعضاء فيه بالالتزام بمدونة أخلاقيات DSA.
في عام 2019 ، ساعدت جمعية البيع المباشر في إطلاق مجلس التنظيم الذاتي للبيع المباشر للبرامج الوطنية BBB   يوفر مجلس التنظيم الذاتي للبيع المباشر (DSSRC) مراقبة محايدة وإنفاذا وحل النزاعات فيما يتعلق بمطالبات المنتجات أو تمثيلات الدخل (بما في ذلك مطالبات نمط الحياة) التي تنشرها شركات البيع المباشر وأعضاء فريق مبيعاتها. يوفر هذا البرنامج عملية تحدي قوية تتضمن أيضا فرصة للشركة لاستئناف القرار.

## في بلدان أخرى
اعتبارا من عام 2011 ، أصبح لدى جمعية البيع المباشر منظمات شقيقة في المملكة المتحدة (مع أكثر من 40 شركة عضو) ،  أستراليا (ما يقرب من 70 شركة عضو) ،  وإسرائيل (7 شركات أعضاء).

## الضغط السياسي
تعمل جمعية البيع المباشر كمجموعة علاقات عامة وضغط تعمل نيابة عن الشركات الأعضاء فيها  لعبت جمعية البيع المباشر دورا في تقديم التماس إلى لجنة التجارة الفيدرالية (FTC) لإعفاء
شركات التسويق متعددة المستويات من لوائح حماية المستهلك الموضحة في قاعدة فرص الأعمال المقترحة من FTC لعام 2006 ، وتشجيع الناس على كتابة 17000 رسالة نموذجية تشكو من القاعدة من 2006 إلى 2008. صدر القانون في عام 2012 ، مع اعتبار معظم شركات التسويق متعددة المستويات معفاة.
دعمت DSA وزعم أنها صاغت الكثير من لغة "قانون المخطط الترويجي لمكافحة الهرم" الذي قدمته النائبة الأمريكية مارشا بلاكبيرن ، وتعديل على مشروع قانون الخدمات المالية الشامل ومخصصات الحكومة العامة لمجلس النواب الأمريكي للسنة المالية 2018 من قبل النائب الأمريكي جون مولينار كان من شأن ذلك أن يحد من قدرة لجنة التجارة الفيدرالية والوكالات الأخرى على تصنيف الشركات على أنها مخططات هرمية والتحقيق فيما إذا كانت الامتيازات والرهون البحرية مخططات هرمية. [ كان التعديل سيحرم وزارة الخزانة أو وزارة القضاء أو إدارة الأعمال الصغيرة أو لجنة الأوراق المالية والبورصات أو لجنة التجارة الفيدرالية أو أي وكالات أخرى من استخدام أي أموال لاتخاذ إجراءات إنفاذ ضد العمليات الهرمية للسنة المالية.  من شأن القانون أن يطمس الخطوط الفاصلة بين نشاط الامتيازات والرهون البحرية المشروعة والمخططات الهرمية التي تم إنشاؤها بموجب قضية FTC الأصلية لعام 1979 من خلال اعتبار المبيعات التي تتم للأشخاص داخل الشركة بمثابة مبيعات إلى "مستخدم نهائي" ، وبالتالي محو التمييز الرئيسي الوارد في الحكم بين المبيعات للمستهلكين الفعليين للمنتج والمبيعات التي تتم لأعضاء شبكة الامتيازات والرهون البحرية التي تستخدم لتوظيف أعضاء إضافيين أو للتأهل للحصول على عمولات.[ عارض التعديل ائتلاف من مجموعات مصالح المستهلكين بما في ذلك Consumer Action ، واتحاد المستهلك الأمريكي ، واتحاد المستهلكين (ناشر مجلة Consumer Reports) ، و Consumer Watchdog ، والرابطة الوطنية للمستهلكين ، ومجموعة أبحاث المصلحة العامة الأمريكية (US PIRG) ، وكذلك الحقيقة في الإعلان (TINA.org) في تجسدها الأصلي.

## المخططات الهرمية
قالت جمعية البيع المباشر إن المخططات الهرمية التي تتنكر في شكل شركات بيع مباشر تسببت في حدوث ارتباك في الصناعة. في عام 2013 ، غادر Tupperware DSA مستشهدا بتغييرات الصناعة والمخاوف بشأن المخططات الهرمية.   في عام 2014 ، غادرت آفون (عضو مؤسس) DSA مشيرة إلى أن لوائحها الداخلية كانت غير كافية لحماية المستهلكين من الاحتيال. ربطت التقارير الإخبارية استقالة آفون بمزاعم المخطط الهرمي ضد عضو DSA Herbalife ، والتي كانت قيد التحقيق من قبل FTC في ذلك الوقت ، [ وقد أمر الآن بالموافقة على دفع مائتي مليون دولار في تسوية. أدلى DSA ببيان بأنهم سينظرون في مخاوف آفون.